# Bandera de Liechtenstein
La Bandera de Liechtenstein està composta de dues bandes horitzontals d'igual grandària, sent blava la superior i vermella la inferior, amb la corona de príncep d'or al quarter superior esquerre. Els colors de la bandera estan presos dels colors de la casa reial del Principat en el segle xviii. La corona es va afegir el 1937 després que l'equip olímpic de Liechtenstein descobrís en els Jocs Olímpics de 1936 que la bandera del seu país era idèntica a la d'Haití. El disseny de la corona es va modificar lleugerament el 1982.

## Construcció i dimensions

Plantilla de construcció de la bandera.

### Simbolisme
Els colors i símbols de la bandera tenen significats culturals, polítics i regionals. El blau representa el cel, mentre que el vermell al·ludeix als "focs del vespre" que s'encenen dins les cases de tot el país. La corona, el color de la qual es discuteix, personifica la "unitat del poble i el seu príncep". Mentre que The World Factbook i Reuters la descriuen de color daurat, altres fonts, com Whitney Smith a l'Encyclopædia Britannica la descriu com a groga.

### Colors
| Model de color | Blau        | Vermell    | Groc         |
| -------------- | ----------- | ---------- | ------------ |
| RAL            | 5010        | 3020       | 1016         |
| RGB            | 0, 39, 128  | 207, 9, 33 | 255, 217, 59 |
| CMYK           | 100-70-0-50 | 0-96-84-19 | 0-15-77-0    |
| HTML           | #002780     | #CF0921    | #FFD93B      |

## Banderes històriques
| Bandera | Data      | Ús                         | Descripció |
| ------- | --------- | -------------------------- | --- |
|         | 1719–1852 | Principat de Liechtenstein | Dues franges horitzontals vermella i groga d'iguals dimensions. Proporcions 3:5.                                                      |
|         | 1852–1921 | Principat de Liechtenstein | Dues franges verticals blava i vermella d'iguals dimensions. Proporcions 3:5.                                                         |
|         | 1921–1937 | Principat de Liechtenstein | Dues franges horitzontals blava i vermella d'iguals dimensions. Proporcions 3:5.                                                      |
|         | 1937–1982 | Principat de Liechtenstein | Dues franges horitzontals blava i vermella d'iguals dimensions amb la corona de príncep al quarter superior esquerra. Proporcions 3:5 |